# إريك دا سيلفا دومينغوس
إريك دا سيلفا دومينغوس هو لاعب كرة قدم برازيلي في مركز الوسط، ولد في 14 مارس 1989 في البرازيل.